# شعر اردو

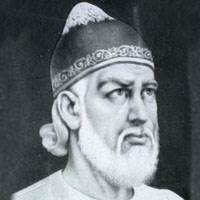
غلام همدانی مصحفی شاعری که گمان می رود نام "اردو" را ایجاد کرده است. قبل از او ، این زبان نام های زیادی داشت اما نامی که او ایجاد کرد رایج شد

شعر اردو (به اردو: اردو شاعری) که به شدت از ادبیات فارسی تاثیر گرفته یکی از گونه های غنی ادبیات  در پاکستان و شمال هند است. بخش عمده‌ای از بزرگان این زبان از شیعیان و مرثیه سرایان عاشورا بوده‌اند.
در مقایسه با شعر فارسی، قدمت شعر اردو زیاد نیست. شعر اردو اغلب خصوصیاتش را از شعر فارسی گرفته بود، ولی با گذر زمان تفاوت ها زیاد شد و تمایزهای زیادی ایجاد شد به نحوی که برخی نکاتی که در شعر اردو به کار می رود در شعر فارسی اشکال دارد و برخی نکاتی که در شعر فارسی به کار می رود در شعر اردو قابل قبول نیست.

## فورم‌های شعر اردو
- مرثیه
- غزل
- قصیده
- تذکره
- نظم